# The Link
The Link är en 241 meter hög skyskrapa på 51 våningar som för närvarande byggs i Puteaux, i distriktet La Défense i Paris. Den ritades av den franske arkitekten Philippe Chiambaretta.
Tornet kommer att hysa det nya huvudkontoret för TotalEnergies. Efter färdigställande år 2025 blir skyskrapan den högsta i Frankrike.